# 蓋斯爾河
48°15′49″N 12°05′20″E / 48.26367°N 12.088841°E
蓋斯爾河（德語：Geislbach）是德國巴伐利亞州的河流，位於該國東南部，屬於伊森河的左支流，河道全長8公里，流域面積14平方公里，流經埃爾丁縣。